# Liste der Naturdenkmale in Bermel
Die Liste der Naturdenkmale in Bermel nennt die im Gemeindegebiet von Bermel ausgewiesenen Naturdenkmale (Stand 2. Mai 2024).

## Naturdenkmale
| Nr.         | Bezeichnung                 | Lage                                | Beschreibung                                        | Bild                                    |
| ----------- | --------------------------- | ----------------------------------- | --------------------------------------------------- | --------------------------------------- |
| ND-7137-384 | Baumgruppe (Fünf Rotbuchen) | östlich des Ortes am Buchenhof Lage | Fagus sylvatica, fünf von ursprünglich zwölf Bäumen | Direkt Bild zu diesem Denkmal hochladen |